# 출동! 에어울프

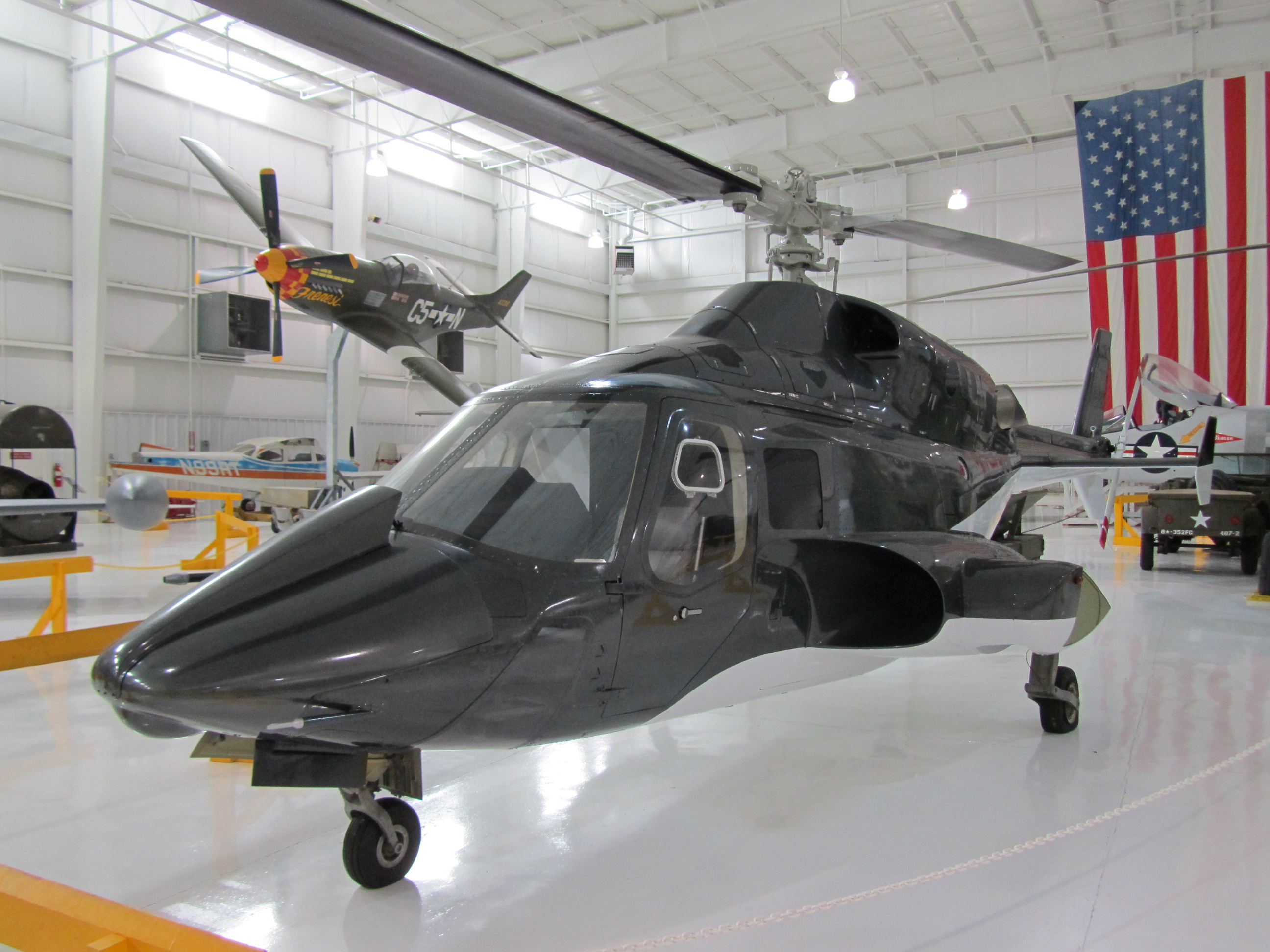
에어울프 실제크기 모형

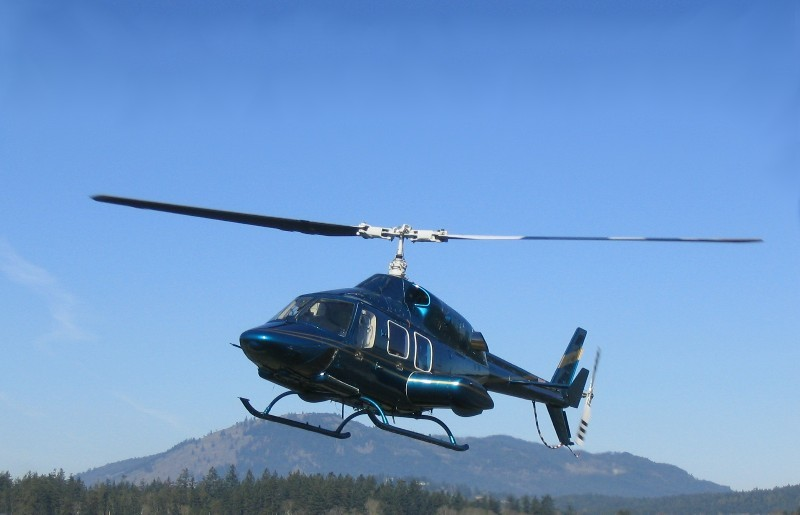
에어울프와 유사한 기종인 벨 222U 헬기

《출동! 에어울프》(영어: Airwolf)는 1984년부터 1987년까지 방영된 미국의 TV 드라마이자 드라마에 나오는 최첨단 군용 헬리콥터의 명칭이다. 일본에서는 초음속 공격헬기 에어울프라는 제목으로 방영되었다. 배경은 냉전시대이며, 베트남전 귀환병이자 주인공인 스트링펠로 호크가, 비밀리에 개발된 공격용 헬리콥터 에어울프를 타고 여러 가지 사건을 해결하는 특수 촬영 항공 액션 텔레비전 드라마 시리즈이다. 대한민국에서는 MBC를 통해 1985년부터 1988년까지 방영되었다.

## 개요

### 파일럿판
중앙정보국(CIA)의 비밀 작전 수행을 위해서, '마성의 천재'라고도 불리는 과학자 찰스 헨리 모페트가 10억 달러의 비용과 20년의 세월을 투자하여 '마하 1 이상 공격용 헬리콥터' 에어울프를 개발하였다.
군관계자들이 참가하여 실시된 시험비행 도중에, 성능이 정당하게 평가되지 않는다고 생각한 모페트 자신이 에어울프로 초대자들을 공격하였다. 모페트는 에어울프와 함께 리비아로 도망쳤다.
개발 계획의 책임자로 에어울프의 총탄을 받아 왼쪽눈 실명, 왼발 불수의 큰 부상을 당한 CIA 특별작전부장 마이클 콜드스미스 브릭스 3세(코드명 '아크 엔젤'→대천사)는 민간 조종사 중 산장에서 살고 있는 스트링펠로 호크에게 에어울프의 탈환을 요청한다. 호크는 친구 도미니크 산티니와 함께, 북아프리카에 잠입, 모페트와 대결하여 에어울프를 탈환한다. 그러나, 이번에는 호크가 에어울프를 은닉해 버린다.
호크는 '에어울프를 돌려줄테니, 베트남 전쟁으로 미귀환병이 된 형 세인트 존의 생사를 확인해 달라.'고 정부에 요구한다. 아크엔젤은 '호크의 체포에 관한 정보를 호크에게 주는 것'이나 'CIA의 정보망으로 존을 찾는다', 대신에 'CIA의 작전에 에어울프를 사용하는 비밀요원으로서 참가한다'는 거래조건을 호크에게 제안하여 승낙을 얻어낸다. 이를 계기로 호크는 에어울프를 사용하여 세계의 각지에서 여러 가지 사건들을 해결해 나간다.
※ 이 파일럿판에는 텔레비전 방송용인 CBS판과 비디오 발매용인 극장판의 2가지가 있어 일부 BGM과 편집이 다르다. 일본에서는 '금요일 로드쇼'로 방송된 것이 전자, CIC 빅터에서 비디오로 발매된 것이 후작이다.

## 출연진
- 잔 마이클 빈센트 - 스트링펠로 호크 역
- 알렉스 코드 - 마이클 콜드스미스브릭스 3세 역
- 어니스트 보그나인 - 도미닉 산티니 역
- 진 브루스 스콧 - 케이틀린 오섀네시 역
- 배리 밴다이크 - 세인트존 호크 역
- 게라인트 윈 데이비스 - 마이크 리버스 역
- 미켈레 스카라벨리 - 조 산티니 역
- 앤서니 셔우드 - 제이슨 록 역

## 한국판 성우진 (MBC)
- 양지운 - 스트링펠로 호크 (잔 마이클 빈센트)
- 이규연 - 마이클 콜드스미스브릭스 3세 (알렉스 코드)
- 정희선 - 케이틀린 오섀네시 (진 브루스 스콧)
- 김태훈 - 도미닉 산티니 (어니스트 보그나인)